# Marie Lešetická
Marie Lešetická (18. prosince 1881 Praha – ?) byla česká učitelka a překladatelka.

## Životopis
V literatuře se uvádí chybné datum narození 23. dubna 1889. Marie se narodila v rodině učitele Antonína Hladíka (1849–1918) a Marie roz. Leitnerové (1857). Měla tři sourozence: Antonína (1883), Oldřicha (1885) a Boženu Novákovou (1887).
Jako učitelka se roku 1905 provdala za Emanuela Lešehrada. Manželství bylo rozvedeno v roce 1913 a v roce 1919 prohlášeno za rozloučené. Od 18. 12. 1918 byla bez vyznání. Překládala povídky z němčiny a chorvatštiny.

## Dílo

### Překlady
- Fantastické prósy – E. T. A. Hoffmann. Praha: Alois Hynek, 1910
- Novelly [Rose Mery.] – Ivo Vojnović. Praha: A. Hynek, 1911[4]
- Sireny – Ivo Vojnović; úvod František Sekanina; in: 1000 nejkrásnějších novel... č. 27. Praha: J. R. Vilímek, 1912
- Příběh o hodném Kašpárkovi a hezké Aničce – Clemens Brentano. Praha: A. Hynek, 1912[5]
- Z charvatské prósy – [Josip Kozarac – Náš Filip. Ksaver Šandor-Gjalski: Podivné rozhovory. Branimir Livadič: Malé úspěchy. Vl. Lunaček: Po divadle.] Praha: A. Hynek, 1912[6]